# Abbas El Fassi

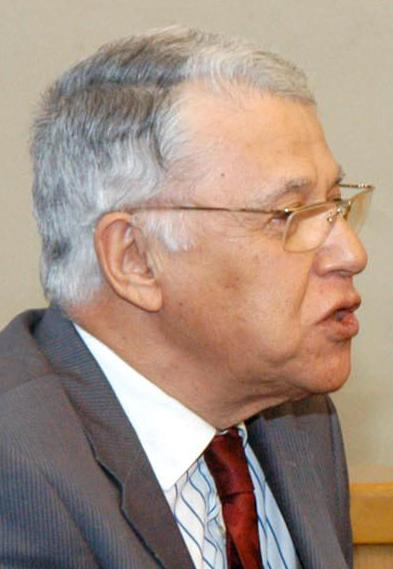
Abbas El Fassi

Abbas El Fassi (arabiskaعباس الفاسي), född 18 september 1940, marockansk politiker och premiärminister i Marocko från den 19 september 2007 till den 29 november 2011 då han efterträddes av Abdelilah Benkirane. Han tillhör Istiqlal-partiet. El Fassi är född i Berkane. Han har suttit i regeringsposition vid olika tillfällen. Han var bostadsminister 1977-1981, sedan socialminister 1981-1985. Åren 1985-1990 var han Marockos ambassadör i Tunisien och 1990-1994 var han ambassadör i Frankrike.
Efter att Istiqlal segrade i parlamentsvalet den 7 september 2007 utsågs El Fassi till premiärminister av kung Mohammed VI. I regeringen ingick totalt fyra partier.